# Тихонов, Александр Владимирович
Алекса́ндр Влади́мирович Ти́хонов (род. 18 июня 1956, Москва) — российский музыкальный журналист, ведущий эксперт в области музыкального рынка, преподаватель.

## Биография
Александр Тихонов родился 18 июня 1956 года в Москве. В 1973 году окончил общеобразовательную школу № 424 и параллельно — музыкальную школу № 17 по классу классической гитары.
В 1982 году закончил Московский институт радиотехники, электроники и автоматики.
Работал в различных музыкальных группах и коллективах. Во время службы в Советской Армии играл в оркестре ВВС Туркестанского военного округа. В последующие годы окончил факультет радиовещания Университета рабочих корреспондентов при Московской организации Союза журналистов СССР. Учился в аспирантуре Московского государственного историко-архивного института (МГИАИ), заведовал Научно-методическим отделом Центрального государственного архива звукозаписей СССР (ЦГАЗ).

### Экспертная деятельность
С 1995 года по настоящее время — главный эксперт информационного агентства InterMedia. Автор многочисленных публикаций по истории развития музыкального бизнеса и его современного состояния. В 1996 году работал над выпуском Российской дискографической энциклопедии. В течение трех лет был креативным консультантом выставки российской музыкальной индустрии «Record», автором и ведущим телевизионной программы «Звезды на 78». Принимал участие в работе международных симпозиумов, выставок и конференций: 1994 год — Хельсинки, 1995 год — Нью-Йорк, Вашингтон и др., 2000 года -2001 год — Рига, 2008 год — Канны (MIDEM), Берлин(Popkomm), Санкт-Петербург. Читал лекции по истории развития российского музыкального бизнеса в Нью-Йорке и Вашингтоне. Член Американской ассоциации звуковых коллекций.
Сотрудничал с такими изданиями, как «Музыкальная жизнь», «Деловой мир», «Джимми», «Коммерсантъ», «Мелодия», ARSC Journal, IASA, «Звукорежиссёр», «2М — Музыкальный магазин», «Интеллектуальная собственность», Billboard и др. Работал над всеми выпусками Российского музыкального ежегодника (РМЕ). Был продюсером и креативным консультантом нескольких музыкальных проектов: компакт-диск с записями хора Храма Христа Спасителя, компакт-диск «Цыганский талисман», «Лучшие цыганские песни и романсы на 4 CD», «100 золотых песен начала XX века на 4 CD» и др.
С 2002 года — старший преподаватель Государственного университета управления по специальности «Менеджмент в музыкальном бизнесе и индустрии развлечений».
2008 — 2015 гг. — преподаватель кафедры продюсерства и менеджмента исполнительских искусств Российской академии музыки имени Гнесиных.

### Награды
Награждён Международной Федерацией производителей фонограмм (IFPI) «Золотым» и «Серебряным» дисками и дипломами за победу в конкурсах журналистских работ: «Средства массовой информации за цивилизованный музыкальный рынок».